# Down to Earth (Jimmy Buffett)
Down to Earth is het debuutalbum van de Amerikaanse singer-songwriter Jimmy Buffett. Het werd geproduceerd door Travis Turk en in 1970 voor het eerst uitgebracht. Het album werd geen succes en er zouden niet meer dan 374 exemplaren verkocht zijn. Buffett had nu geen platendeal meer en trok zich daarop terug in Key West in Florida, om daar de kost te verdienen als muzikant in bars.
In juni 1998 werd het op cd uitgegeven door Varère Sarabande.

## Composities
Alle muziek en teksten zijn geschreven door Jimmy Buffett, tenzij anders aangegeven. 
| Nr. | Titel                                          | Duur |
| --- | ---------------------------------------------- | ---- |
| 1.  | The Christian? (Milton Brown/Buffett)          | 3:54 |
| 2.  | Ellis Dee (He Ain't Free) (Buffett/Buzz Cason) | 2:50 |
| 3.  | The Missionary                                 | 3:33 |
| 4.  | A Mile High in Denver                          | 3:07 |
| 5.  | The Captain and the Kid                        | 3:18 |

| 6.                 | Captain America                       | 3:28 |
| 7.                 | Ain't He a Genius                     | 2:43 |
| 8.                 | Turnabout                             | 4:20 |
| 9.                 | There's Nothin' Soft about Hard Times | 3:23 |
| 10.                | I Can't be Your Hero Today            | 2:58 |
| 11.                | Truckstop Salvation                   | 5:48 |
| Totale duur: 39:22 |                                       |      |

| 1.                 | The Christian?                            | 3:54 |
| 2.                 | Ellis Dee (He Ain't Free) (Buffett/Cason) | 2:50 |
| 3.                 | Richard Frost                             | 3:29 |
| 4.                 | The Missionary                            | 3:33 |
| 5.                 | A Mile High in Denver                     | 3:07 |
| 6.                 | The Captain and the Kid                   | 3:18 |
| 7.                 | Captain America                           | 3:28 |
| 8.                 | Ain't He a Genius                         | 2:43 |
| 9.                 | Turnabout                                 | 4:20 |
| 10.                | There's Nothin' Soft about Hard Times     | 3:23 |
| 11.                | I Can't be Your Hero Today                | 2:58 |
| 12.                | Truckstop Salvation                       | 5:48 |
| Totale duur: 42:05 |                                           |      |

## Bezetting
- Jimmy Buffett - gitaar, kazoo, zang
- Buzz Cason - achtergrondzang
- Bob Cook - gitaar, basgitaar, mondharmonica
- Lanny Fiel - gitaar, piano
- Dave Haney - basgitaar
- Carl Himmel - drums
- Paul Tabet - drums
- Travis Turk - drums, kazoo